# Lymire metamelas
Lymire metamelas là một loài bướm đêm thuộc phân họ Arctiinae, họ Erebidae.